# Etisus splendidus
Espèce
Etisus splendidus, le Crabe splendide, est une espèce de crabes de la famille des Xanthidae. 

## Répartition
Cette espèce se rencontre dans le Bassin Indo-Pacifique.
Elle a été, par exemple, observée à Hawaï,, dans les Îles Marshall, aux Kiribati et dans les Îles Cook.
Pour ce qui concerne les territoires français de l'Océan Indien et de l'Océan Pacifique, Etisus splendidus est présent à Mayotte,, dans les Îles éparses, à la Réunion, en Nouvelle-Calédonie,, à Wallis et Futuna, et en Polynésie française,.

## Biotope
Cette espèce affectionne la partie externe des récifs et les fonds coralliens des lagons à une profondeur variant entre 1 et 30 mètres.

## Description

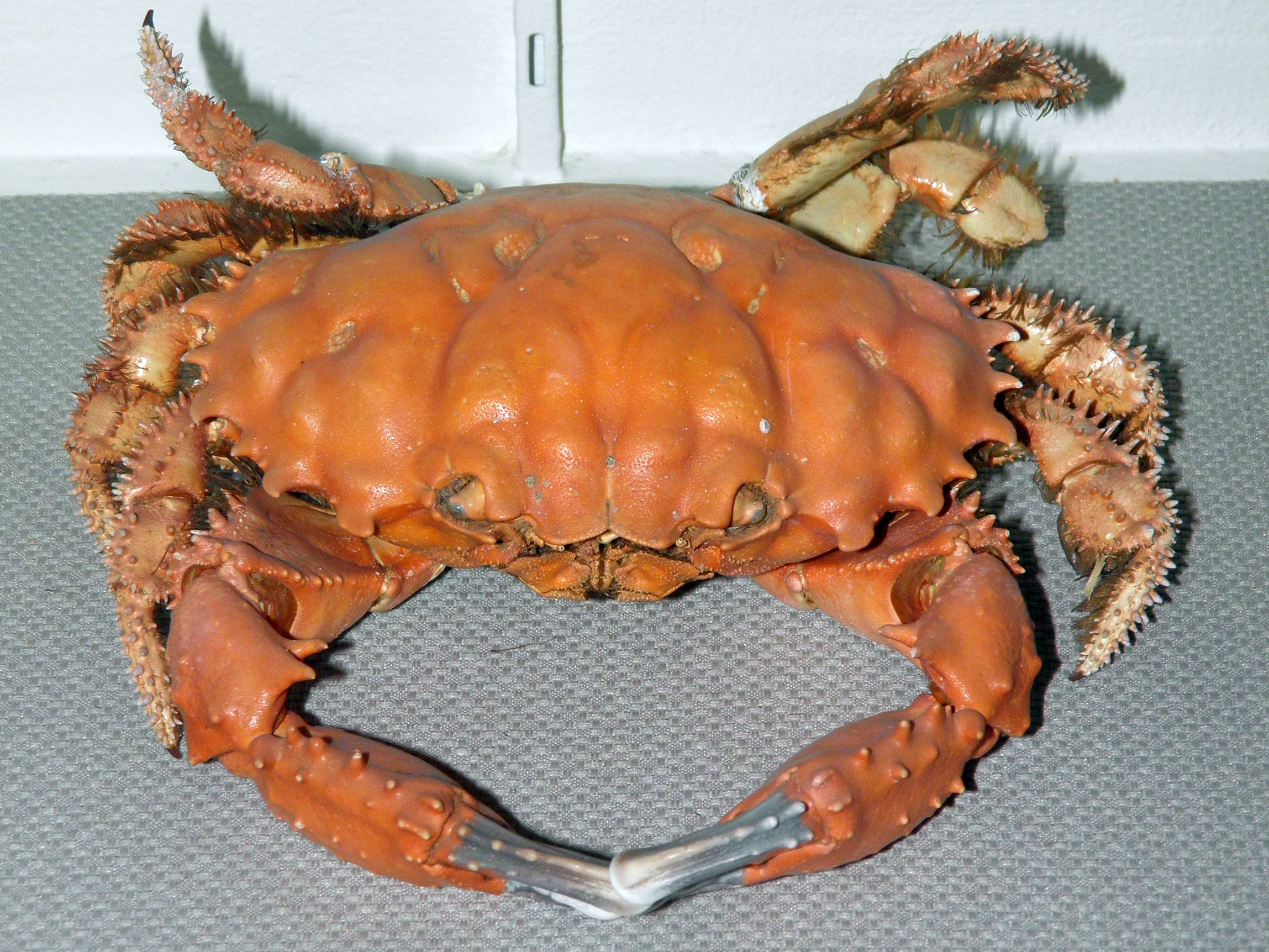
Etisus splendidus (Museum scientifique de l'Université fédérale d'Extrême-Orient, Vladivostok)

Ce grand crabe présente une carapace hexagonale caractéristique des Xanthidae, rouge brillant ou rouge vif à rouge brique, pouvant atteindre une largeur de 150 mm pour une longueur de 90 mm,, bordée de fortes épines typiques du genre Etisus.
Etisus splendidus est assez semblable à Etisus dentatus (Herbst, 1785), avec lequel il est parfois confondu.
Il s’en distingue par le bord antéro-latéral de la carapace qui est découpé en 9 à 13 dents en crochets (sans compter l'angle orbital externes), très inégales quant à leur taille et à leur emplacement, dont 3 à 8 grandes dents et plusieurs épines intercalaires,,.
Le front est plus avancé que chez Etisus dentatus avec les deux lobes ayant des bords légèrement concaves. Les lobes sont séparés des angles supra-orbitaires par un large sinus concave médian qui n'est pas fermé, mais qui forme une boutonnière, c'est-à-dire qu'il est fermé à l'avant et étroitement ouvert à l'arrière. Les orbites sont plus larges. L'angle interne est plus étroit et séparé par un sinus plus profond et plus rond à l'avant que chez Etisus dentatus. L'espace entre les deux fissures supérieures de l'orbite ne forme pas de dent. Les deux dents inférieures sont plus largement séparées que chez Etisus dentatus. Le lobe de l'articulation antennaire basale s'étend plus loin et remplit toute la fissure orbitaire.
Le carpe des chélipèdes est armé de deux grosses épines distales, subégales au bord interne. Le bord supérieur du propode du chélipède arbore deux rangées parallèles de tubercules obtus ou de courtes épines émoussées.

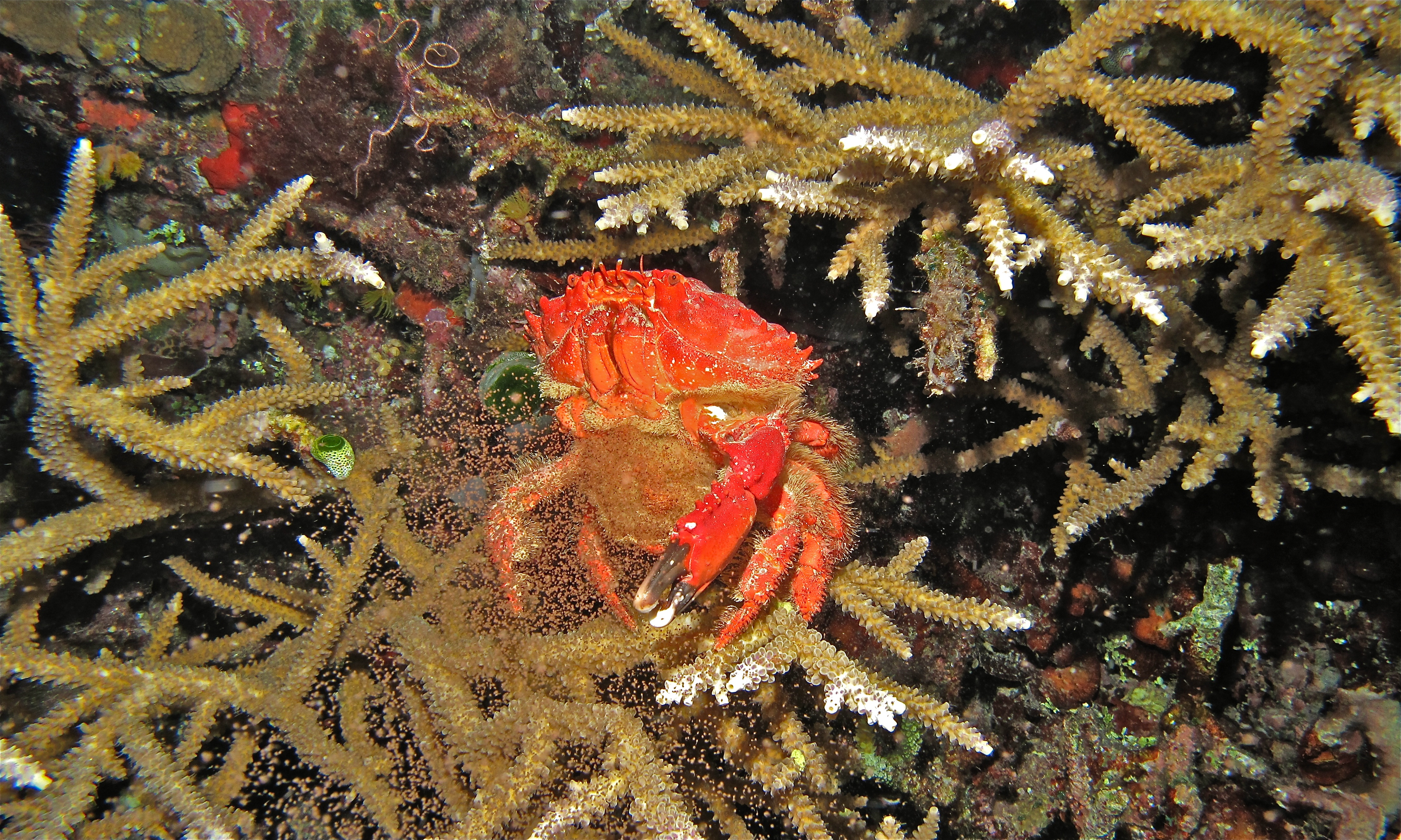
Etisus splendidus

Chez le mâle pleinement développé, les chélipèdes sont normalement très forts et égaux et l'extrémité antérieure est pourvue de quelques tubercules. ils sont beaucoup plus petits chez la femme et le bord supérieur comporte de nombreuses épines et spinules, qui ne sont pas disposées en une seule rangée, et le bord distal comporte une rangée d'épines.
Chez le mâle, quelques tubercules bas sont présents sur la surface avec un plus grand placé derrière l'articulation avec la pince (propodus). Chez la femelle, ces tubercules sont beaucoup plus prononcés. Il y a deux rangées de quatre ou cinq protubérances chacune sur la face supérieure, des tubercules chez le mâle et des épines émoussées chez la femelle. Chez le mâle, les doigts (dactylus et polex) de la plus grande pince sont relativement plus longs que ceux de la plus petite. Ils sont de couleur noir bleuté et les bords des cuillères sont blancs. Les doigts de la femelle sont encore plus courts et plus rugueux, les deux crêtes supérieures du dactyle sont armées chacune de 3 ou 4 tubercules sur leur moitié basale. L'avant dernier segment de l'abdomen du mâle est nettement plus large que long.

## Etisus splendiduset l'Homme
Ce crabes de grande taille est apprécié pour sa chair bien qu'il soit réputé toxique en raison de la présence dans son organisme d'une saxitoxine.
Etisus splendidus figure sur un timbre poste français (Nouvelle-Calédonie et dépendances) de 1982 à 25F et sur un timbre des Kiribati à 25c.

## Taxonomie
Etisus splendidus a été décrit en 1906 par la carcinologiste américaine Mary Jane Rathbun.
Ce taxon porte en français le nom vernaculaire ou normalisé suivant : Crabe splendide.
Etisus splendidus a pour synonyme :
- Etisus doucerei Kowalski, 1923[8]

### Publication originale
- (en) M. J. Rathbun, « The Brachyura and Macrura of the Hawaiian islands », Bulletin of the United States Fish Commission, 1906, vol. 23, n. 3, p. 827-930, pls. 1-24. [p. 850]